# Julbernardia unijugata
Julbernardia unijugata är en ärtväxtart som beskrevs av J.Leonard. Julbernardia unijugata ingår i släktet Julbernardia och familjen ärtväxter. Inga underarter finns listade i Catalogue of Life.